# Psammisia caloneura
Psammisia caloneura är en ljungväxtart som beskrevs av A. C. Smith. Psammisia caloneura ingår i släktet Psammisia och familjen ljungväxter. Inga underarter finns listade i Catalogue of Life.